# 西連河

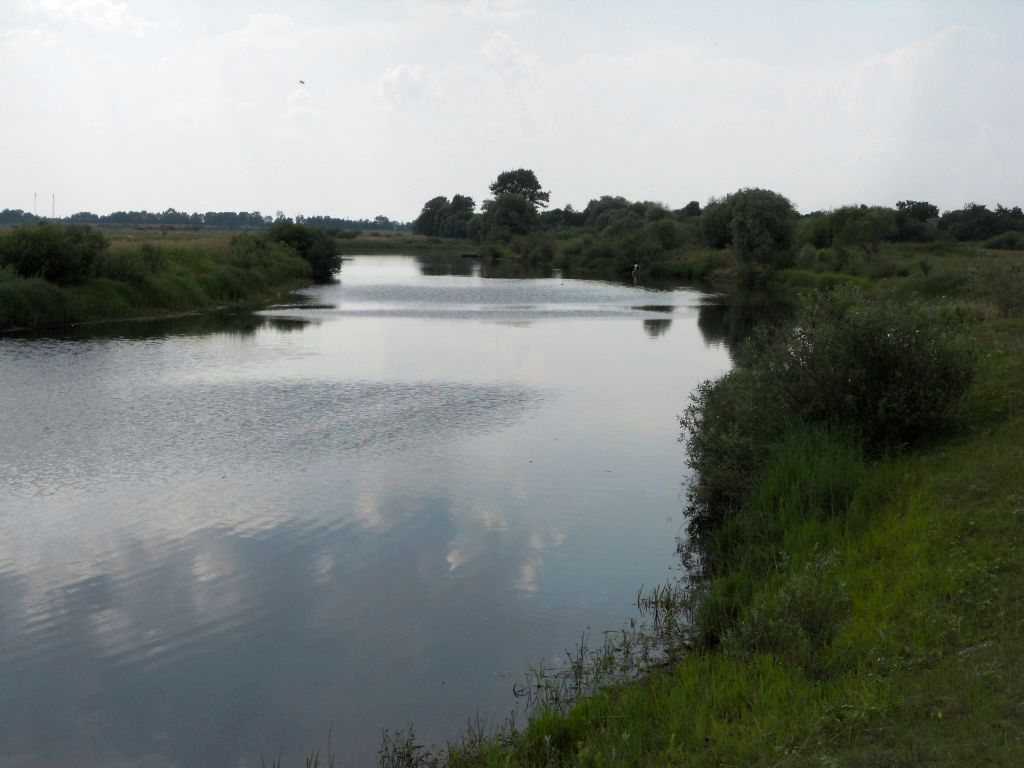

錫連河（烏克蘭語：Сирень），是烏克蘭西北部的河流，屬於戈倫河的支流。該河發源自克里維察亞以北，流經里夫內州的薩爾內區，河道全長51公里，流域面積437平方公里。